# 落合玄太
落合 玄太（おちあい げんた、1998年4月4日 -）は、ホッカイドウ競馬・田中淳司厩舎所属の騎手。

## 来歴
岩倉市立岩倉北小学校2年時の家族旅行をきっかけに乗馬を始め、翌3年時に父と中京競馬場を訪ね騎手を志す。JRA競馬学校を目指すも不合格となり、岩倉市立岩倉中学校卒業後馬術部のある愛知県立鳴海高等学校を経て地方競馬教養センターに騎手課程第96期生として入所。
2018年4月1日付けで地方競馬騎手免許を取得。同年4月25日第1回門別競馬1日目第2競走3歳条件未勝利戦エンジェルアイズで初騎乗（8頭立て1番人気3着）。同年5月3日第2回門別競馬2日目第2競走3歳以上C4-5条件戦をクィーンアリスで優勝（6頭立て3番人気）し、通算16戦目で初勝利。1年目に58勝を挙げ、日本プロスポーツ大賞の新人賞を受賞。
2020年10月21日第14回門別競馬5日目第8競走3歳以上C3-4　C4-1条件戦をオーシャンアイで優勝（11頭立て1番人気）し、地方競馬通算200勝達成。
2023年6月29日第6回門別競馬3日目第1競走2歳未勝利戦でワンターゲットに騎乗し優勝（9頭立て1番人気）、3738戦目で地方競馬通算500勝達成。
2024年9月5日、門別9Rをアベニンドールで勝ち、4944戦目でホッカイドウ競馬の現役10人目となる通算700勝を達成。
2025年5月29日、門別競馬第11競走でスリーレジェンドに騎乗し1着となり、同競馬所属の現役騎手では10人目となる通算800勝を5600戦目で達成。同年7月20日、第1回函館競馬12日目第6R・3歳未勝利戦でヒットザグラウンド(栗東、四位洋文厩舎)に騎乗し1着となり、JRA騎乗44戦目で初勝利を挙げる。

## 主な騎乗馬
- メイショウアイアン（2019年グランシャリオ門別スプリント（H3）、2020年北海道スプリントカップ（JpnIII）、2020年ウポポイオータムスプリント （H3）)
- シビックドライヴ（2020年サンライズカップ （H1））
- クインズサターン（2020年・2021年道営記念（H1）、コスモバルク記念（H2）、旭岳賞（H2））
- クーファアチャラ（2022年ヒダカソウカップ（H2）、2023年金沢スプリントカップ（重賞））
- ダンシングプリンス（2022年北海道スプリントカップ（JpnIII））
- フローリン（2022年赤レンガ記念（H2））
- ラビュリントス（2022年知床賞（M3））
- シシャモフレンド（2023年リリーカップ（H3））
- イダペガサス（2023年旭岳賞（H3））
- トワイライトウェイ（2023年ジュニアグランプリ（M1））
- サンビュート（2023年瑞穂賞（H2））
- ブラックバトラー（2024年北斗盃（H3））
- ポルラノーチェ（2024年フロイラインカップ（H3）、2025年ヒダカソウカップ（H3））
- リコースパロー（2024年ブリーダーズゴールドジュニアカップ（H2）、サンライズカップ （H1））

出典:

## エピソード
2023年5月16日、エスコンフィールドで行われた日本ハム対西武戦は「ホッカイドウ競馬スペシャルナイター」と銘打った試合で、2022年度リーディングジョッキーとして始球式の投手役を担当。ホッカイドウ競馬2023年アンバサダーを務めている2023年で現役引退した杉谷拳士を打者として対戦した。